# Ammoniumfosfat
Ammoniumfosfat eller ammoniumphosphat (Kemisk Ordbog) har sumformlen: (NH4)3PO4. Det er letopløseligt og bliver meget anvendt som dobbeltvirkende gødning med betegnelsen "NP-gødning".